# الثوريين الاشتراكيين اليساريين
كان حزب الثوريين الاشتراكيين اليساريين حزبًا سياسيًا اشتراكيًا ثوريًا تشكل خلال الثورة الروسية.
في عام 1917، انشق الحزب الثوري الاشتراكي بين من أيدوا الحكومة الروسية المؤقتة، التي تأسست بعد ثورة فبراير ومن أيدوا البلاشفة، الذي فضلوا الإطاحة بالحكومة المؤقتة ووضع السلطة السياسية بين يدي مؤتمر السوفييت. بات أولئك الذين واصلوا تأييد الحكومة المؤقتة يعرفون بالثوريين الاشتراكيين اليمينيين في حين عرف أولئك الذين تحالفوا مع البلاشفة بالثوريين الاشتراكيين اليساريين. بعد ثورة أكتوبر، شكل الثوريون الاشتراكيون اليساريون حكومة ائتلاف مع البلاشفة منذ شهر نوفمبر من عام 1917 حتى شهر يوليو من عام 1918، إلا أنهم استقالوا من منصبهم في الحكومة بعد توقيع معاهدة بريست ليتوفسك. طلبت اللجنة المركزية للثوريين الاشتراكيين اليساريين في النهاية اغتيال فيلهلم فون ميرباخ في محاولة لدفع روسيا إلى الدخول مجددًا في الحرب العالمية الأولى وأطلقت انتفاضة حكم عليها بالفشل ضد البلاشفة بعد ذلك بفترة قصيرة. اعتقل معظم أعضاء حزب الثوريين الاشتراكيين اليساريين على الفور، على الرغم من إطلاق سراح الغالبية التي عارضت الانتفاضة بشكل مطرد وسمح لهم بالاحتفاظ بمناصبهم في السوفييت والبيروقراطية. إلا أنهم لم يتمكنوا من إعادة تنظيم الحزب، الذي تفسخ بصورة تدريجية إلى عدة أحزاب مؤيدة للبلاشفة، والتي ستندمج جميعها بالحزب الشيوعي الروسي (البلاشفة) بحلول العام 1921.
نظرًا إلى قائمة الناخبين قديمة الطراز التي لم تعترف بالانشقاق بين الثوريين الاشتراكيين اليساريين واليمينيين، كان تمثيل الثوريين الاشتراكيين اليساريين ضعيفًا بشدة في الجمعية التأسيسية الروسية.

## التاريخ

### الخلفية
بدأ الفصيل اليساري من الحزب الثوري الاشتراكي بالتشكل بعد ثورة فبراير، وجمع في صفوفه العناصر الأكثر ثورية في الحزب. سلطت الأضواء على الفصيل الداخلي في المؤتمر الأول للسوفييت وعمال ونواب جنود عموم روسيا في أواسط شهر مايو من عام 1917 بسبب موقعه القريب من موقع البلاشفة، في حين تحالف معظم أعضاء الحزب مع المناشفة. كان الثوريون الاشتراكيون اليساريون أقوياء بصورة خاصة في سوفييت بيتروغراد، حيث عارضوا استمرار الحرب العالمية الأولى، التي دافع عنها الفصيل الوسط في الحزب منذ أواسط شهر أبريل. وكانوا أيضًا أقوياء في الإقليم الشمالي وكازان وكرونشتات وهلسنكي وخاركيف. 
في وقت لاحق أصبح الثوريون الاشتراكيون اليساريون التيار الرئيسي في مقاطعات ريفية هامة في الداخل الروسي، وهي أماكن تمتع فيها الثوريون الاشتراكيون بتأييد السكان. في المؤتمر الثالث للحزب في شهر ماريو، كان الثوريون الاشتراكيون اليساريون فصيلًا ضخمًا وهامًا، على الرغم من أن تأييده لم يمتد إلى البلاد بأكملها حتى أزمة الخريف وشهر أكتوبر. خلال صيف العام 1917، كان الثوريون الاشتراكيون اليساريون ينالون قوة بين لجان الجنود في كل من داخل البلاد وعلى الجبهة. 
باستثناء مارك ناتانسون، الشخصية المرموقة والثوري طوال حياته، ترأس الفصيل سلسلة من القادة الشبان، من المنفى (بوريس كامكوف) ومن سيبيريا (ماريا سبيريدونوفا) أو نشاطات التحريض بين السكان (بروش بروشيان). خلافًا لذلك، كانت قيادة الثوريين الاشتراكيين تمتلك ممثلين محافظين وخبراء قادوا الحزب إلى تحالف مع الليبراليين. دفع ذلك الحزب إلى مشاركة سلطة الحكومة، إلا أنهم في الآن نفسه عرضوا شعبيتهم بين السكان للخطر. مع مضي السنة، ابتعدت قيادة الثوريين الاشتراكيين عن مشاعر مناصريها وقاعدتها، التي كانت تؤيد التيار اليساري. تزايد عدد المنظمات واللجان الثورية الاشتراكية التي تبعت الفصيل اليساري، وهو توجه برز في مطلع الخريف. إجمالًا، وافق العمال والجنود على مواقف اليسار، وواصلت الإنتلجنسيا دعم خط حزب الثوريين الاشتراكيين، وانقسم الفلاحون والأفرع المحلية بينهم. امتلكت اللجنة التنفيذية لأكبر اتحاد سكك حديد، فيكزيل، المنتخبة في 23 من شهر أغسطس، أغلبية بين الثوريين الاشتراكيين. خلال مؤتمرات السوفييت الإقليمية والوطنية والمناطقية المنعقدة بين شهري أغسطس ونوفمبر، كان الانقسام الفعال ضمن الثوريين الاشتراكيين اليمينيين وقوة من كانوا على اليسار هما ما سمح غالبًا بالموافقة على تحركات اليساريين. 
أعلن اليساريون بأنهم الممثلون الوحيدون لبرنامج الحزب، وأعلنوا عن الطابع الاشتراكي للثورة، وطالبوا بنهاية التحالف مع البرجوازية والتشريك الفوري للأراضي، أولًا مع تسليمها للجان الأراضي ومن ثم للفلاحين أنفسهم. وكانوا أيضًا معارضين لاستمرار الحرب، حتى لو تضمن ذلك توقيع معاهدة منفصلة مع قوى المحور. في السياسة الصناعية، أيدوا منح حقوق عديدة (تنظيم النقابات أجور المعيشة ويوم عمل من ثماني ساعات) وسيطرة العمال على المصانع ولعبوا دورًا بارزًا في لجان المصانع. أراد الأمميون في الحزب مد الثورة إلى بلدان أخرى. وأيدوا أيضًا نقل سلطة الحكومة إلى السوفييت لقناعتهم بأن الحكومة المؤقتة لم تنفذ الإصلاحات التي كانوا يرونها ضرورية. 
بعد الانقلاب الفاشل لكورنيلوف، سيطر التيار اليساري على المنظمة الثورية الاشتراكية في العاصمة، التي كانت بصورة تقليدية أكثر جذرية من منظمات التجمعات الأخرى. أفضى ازدياد عدد التيار اليساري ضمن الثوريين الاشتراكيين إلى أن يأملوا بأنهم سيصبحون تحت سيطرتهم، مما سيؤجل أي انشقاق. 
في شهر أكتوبر من عام 1917، انضم الثوريون الاشتراكيون اليساريون إلى اللجنة الثورية العسكرية في بتروغراد، التي تشكلت بهدف تسريع الثورة وفي الوقت نفسه جعل أفعال البلاشفة أكثر اعتدالًا، وترأس اللجنة أحد أعضائها، بافل لازيمير، الذي لعب دورًا قياديًا في الإجراءات ضد كورنيلوف وترأس القسم العسكري من سوفييت بتروغراد. شارك العديد من الثوريين الاجتماعيين اليساريين، إضافة إلى البلاشفة ونشطاء آخرين دون انتساب واضح، في نشاطات اللجنة، التي انسحب منها الثوريون الاجتماعيون اليساريون في مناسبات عديدة احتجاجًا على أفعال البلاشفة. على الرغم من معارضة قادتهم الرئيسيين، شارك الثوريون الاشتراكيون اليساريون في أفعال ضد الحكومة المؤقتة التي باتت مشوهة السمعة قبل المؤتمر الثاني لسوفييت وعمال ونواب جنود عموم روسيا الذي دعوا فيه إلى نقل سلطة الحكومة إلى السوفييت. عول التيار البلشفي المعتدل، الذي كان يترأسه ليف كامينيف وجريجوري زينوفييف، على التحالف مع الثوريين الاشتراكيين اليساريين لتشكيل أغلبية في الجمعية التأسيسية. 

### انشقاق عن الحزب الثوري الاشتراكي
وقع الانشقاق النهائي للثوريين الاشتراكيين اليساريين بسبب موقف الحزب من المؤتمر الثاني لسوفييتات وعمال ونواب جنود عموم روسيا. في البداية، عارض الثوريون الاشتراكيون اليساريون انعقاد المؤتمر الجديد خشية من أن يسيطر عليه المتطرفون. وبعد رؤيتهم أن المؤتمر يحظى بتأييد معظم السكان، غير الحزب موقفه إلى دعم المؤتمر، إلا أنه لم يؤيد انتخابات الممثلين سوى حيث كان يعتقد أن لديه الفرصة بأن ينتخَب، مع خسارته لمعظم الدعم القديم الذي كان يحظى به في المدن الكبرى وخط الجبهة. في هذه المجالس، كانت غالبية الممثلين المنتخبين إما بلاشفة أو من الثوريين الاشتراكيين اليساريين. وكان ما لا يقل عن نصف الممثلين للثوريين الاشتراكيين المنتخَبين ينتمون إلى التيار اليساري في الحزب. سوية، شكل مندوبو الثوريين الاشتراكيين أغلبية بسيطة في المؤتمر. 
كان ممثلو الثوريين الاشتراكيين اليساريين يأملون أن سوفييت بتروغراد لن يصل إلى السلطة وحده، بل أن مؤتمر السوفييت سيشكل حكومة اشتراكية جديدة تضمنت أحزابًا عديدة وأبعدت أليكساندر كيرينسكي عن السلطة دون التسبب بحرب أهلية. على الرغم من حضور اللجنة الثورية العسكرية، عارض الثوريون الاشتراكيون اليساريون انتفاضة مسلحة. 
خلال المؤتمر، وفي خضم ثورة أكتوبر، أمرت اللجنة المركزية للحزب الشيوعي السوفييتي أعضاءها بالخروج من اللجنة الثورية العسكرية، مركز «المخاطرة البلشفية»، بعد أن كانت قد أمرت في السابق بانسحاب الممثلين من المؤتمر. بقي جزء من يسار الحزب في المؤتمر ورفضوا الخروج من اللجنة العسكرية. فطردوا في اليوم التالي من قبل اللجنة المركزية للثوريين الاشتراكيين، إلى جانب جميع من اعتبروا منخرطين في الانتفاضة البلشفية. صوت الممثلون المتبقون لصالح مراسيم حول السلام والأرض، وقد كانت المراسيم شبيهة ببرنامج الثوريين الاشتراكيين، إلا أنهم رفضوا القبول بحكومة بلشفية حصرًا وطالبوا بتشكيل تحالف يضم كلًا من الاشتراكيين المؤيدين لثورة أكتوبر وأولئك الذين كانوا رافضين لها. ورفضوا الانضمام إلى سوفناركوم، على الرغم من أنهم قبلوا فعليًا ب 29 مقعدًا (مقارنة ب 67 للبلاشفة و20 مقعدًا للجماعات الثانوية الأخرى) في اللجنة التنفيذية المركزية لعموم روسيا التي أسفر عنها المؤتمر. ومع بقائهم خارج الحكومة الجديدة، كانوا على قناعة أنه باستطاعتهم تأييد إقامة تحالف بين الاشتراكيين. خلال التمرد، كان الثوريون الاشتراكيون اليساريون قد حافظوا على موقع مساو لموقع البلاشفة، وشاركوا في التحريض على تفكيك الحكومة الروسية المؤقتة ونقل السلطة إلى السوفييت وترأس اللجنة الثورية العسكرية. على الرغم من معارضتهم لاستيلاء البلاشفة على السلطة حتى اللحظة الأخيرة، فقد أيدوا ذلك على مضض خشية من إمكانية عودة الحكومة المؤقتة أو إطلاقها لثورة مضادة.